# Partizan (Partizanski)
|  | Per a altres significats, vegeu «Partizan». |

Partizan (en rus: Партизан) és un poble (un possiólok) del krai de Primórie, a l'Extrem Orient de Rússia, que el 2018 tenia 5 habitants. Pertany al districte rural de Partizanski.